# البندر
البندر هو مجمع سكني وتجاري يقع في أبو ظبي، الإمارات العربية المتحدة، ويضم أبراجًا سكنية ومرسى وناديًا، بالإضافة إلى أماكن للتسوق وتناول الطعام.  تم تطويره وتشغيله من قبل شركة الدار العقارية .

## الجغرافيا والوصف

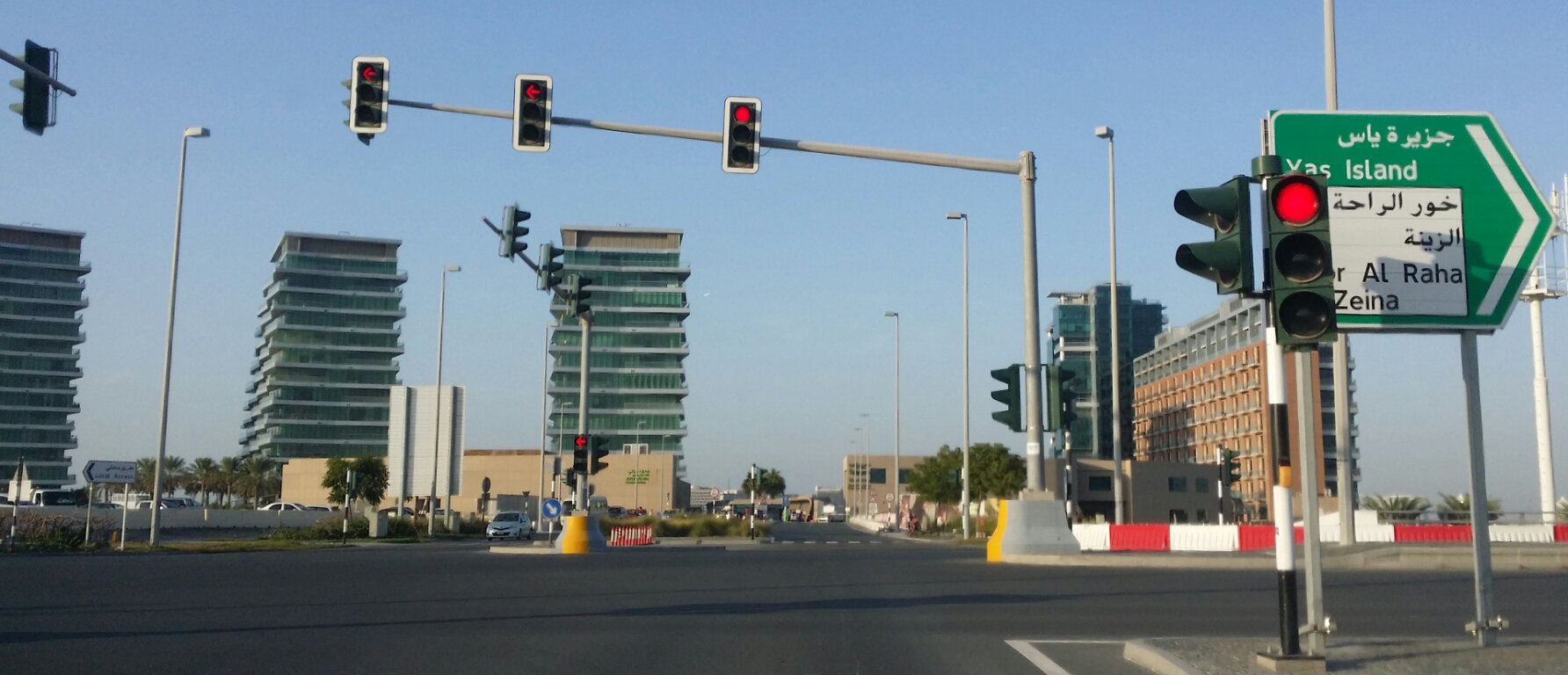
أبراج سكنية

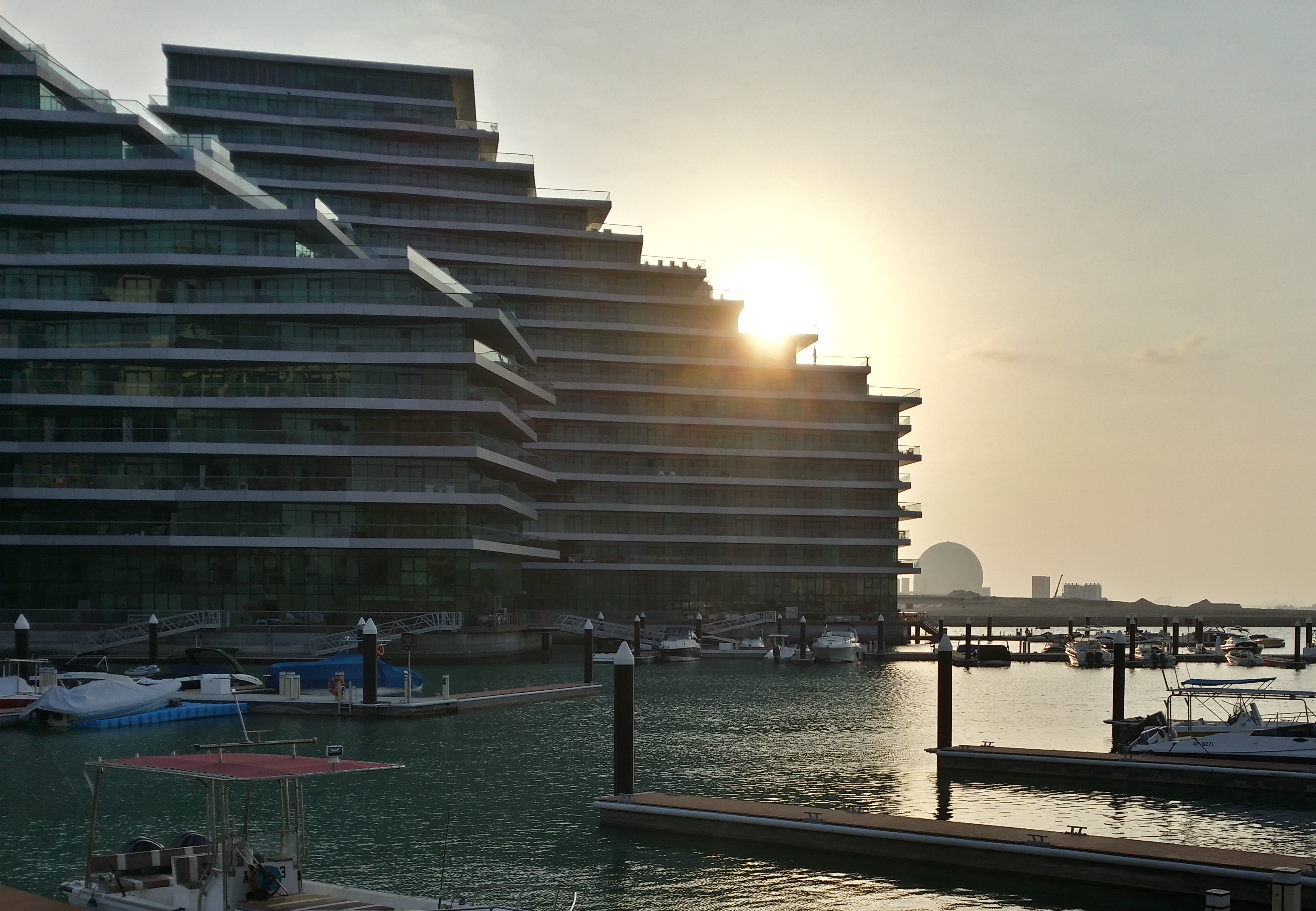
البندر مارينا

يقع البندر على الساحل الشمالي لجزيرة أبوظبي، وهو الجزء الشمالي من منطقة الراحة وجزء من شاطئ الراحة. تم بناؤه على جزيرة اصطناعية تم إنشاؤها جزئيًا عن طريق التجريف.
تشمل الأبراج السكنية النسيم أ ، ب ، ج (366 شقة) ، البرزة (132 شقة) ، المنارة (12 شقة). يحتوي مرسى البندر على إجمالي 131 رصيفًا تتراوح أحجامها من 6.5 مترًا إلى 24 مترًا.
تشمل المحلات التجارية في المجمع سوبر ماركت سبينيس، ومركز رعاية صحية للسيدات، مركز تجميل للعناية بالأظافر للنساء ، ومركز موسيقى للأطفال، ومورد لمعدات القوارب وتاجر قوارب.  تشمل المطاعم المأكولات الأفغانية الكاليفورنية. 

## مرسى البندر
تم تصميم مرسى البندر لخدمة سكان البندر وكذلك أولئك الذين يرغبون في دخول عالم القوارب . ويشكل المرسى  نقطة انطلاق تتيح للوصول إلى مختلف أرجاء أبوظبي .ويتألف المرسى من 131 رصيفاً تتراوح أطوالها بين 9 و24 متراً . وتنظم شركة مراسي الدار بشكل دوري أياماً للعائلات وأياماً مفتوحة للهو والمرح على طول الممرات المائية لأبوظبي،بهدف تعزيز الإقبال على رياضة القوارب والأنشطة الترفيهية المائية 

## روابط خارجية
- الصفحة الرئيسية لإدارة البندر
- "عيش في البندر"
- الصفحة الرئيسية لمرسى البندر